# Parafia Matki Bożej Różańcowej w Pieckach
Parafia  Matki Bożej Różańcowej w Pieckach – rzymskokatolicka parafia  należy do dekanatu Mrągowo w archidiecezji warmińskiej.
Od 2009 funkcję proboszcza pełni ks. mgr lic. Eugeniusz Pipała.

## Historia
Parafia została utworzona 6 lipca 1946 roku.